# Ambasada Stanów Zjednoczonych w Budapeszcie
Ambasada Stanów Zjednoczonych w Budapeszcie (ang. Embassy of the United States of America in Budapest, węg. Az Amerikai Egyesült Államok budapesti nagykövetsége) – misja dyplomatyczna Stanów Zjednoczonych Ameryki na Węgrzech.

## Historia

### Węgry pod władzą Habsburgów
Pierwszy, jeszcze nieoficjalny, przedstawiciel Stanów Zjednoczonych na Węgrzech został mianowany 18 czerwca 1849 przez sekretarza stanu Johna M. Claytona, w czasie gdy Węgrzy walczyli o niepodległość. Miał on mandat do uznania nowego rządu Węgier, jeżeli Węgrzy będą w stanie utrzymać niepodległość. Jednak zanim dotarł on na Węgry, powstanie węgierskie zostało stłumione.
Pierwszą amerykańską misją na Węgrzech był Konsulat Stanów Zjednoczonych w Peszcie, utworzony w 1869 (po połączeniu Pestu i Budy w 1873 Konsulat Stanów Zjednoczonych w Budapeszcie). W 1904 został on podniesiony do rangi konsulatu generalnego. Drugą amerykańską placówką we wchodzącym w skład Austro-Węgier Królestwie Węgier była Agencja Konsularna Stanów Zjednoczonych w Fiume, w 1908 podniesiona do rangi konsulatu. Obie te placówki zostały zlikwidowane w 1917, po zerwaniu 8 kwietnia 1917 stosunków dyplomatycznych pomiędzy Austro-Węgrami a Stanami Zjednoczonymi, w wyniku przystąpienia Amerykanów do I wojny światowej po stronie aliantów.

### Okres międzywojenny
4 grudnia 1919 mianowano amerykańskiego komisarza na Węgrzech w osobie Ulyssesa Granta-Smitha. Uznanie niepodległości Węgier i nawiązanie z nimi stosunków dyplomatycznych odwlekało się do zakończenia stanu wojny przez Kongres, co nastąpiło 2 lipca 1921. Ostatecznie stosunki dyplomatyczne pomiędzy obydwoma krajami nawiązano traktatem z 29 sierpnia 1921, który wszedł w życie 17 grudnia tego roku. 26 grudnia 1921 ustanowiono Poselstwo Stanów Zjednoczonych w Budapeszcie.
11 grudnia 1941 Węgry, będące sojusznikami Niemiec, zerwały stosunki dyplomatyczne ze Stanami Zjednoczonymi, w wyniku przystąpienia Amerykanów do II wojny światowej po stronie aliantów i dwa dni później wypowiedziały Amerykanom wojnę. Prezydent Stanów Zjednoczonych Franklin D. Roosevelt uznał jednak, że Węgry wraz z Bułgarią i Rumunią wypowiedziały wojnę pod przymusem i wbrew woli swoich narodów. Kongres zatwierdził stan wojny dopiero 5 czerwca 1942. Poseł Stanów Zjednoczonych w Budapeszcie Herbert Claiborne Pell opuścił Węgry 16 stycznia 1942.

### Po II wojnie światowej
11 maja 1945 do Budapesztu przybył Arthur Schoenfeld, który założył amerykańską misję na Węgrzech. 22 września 1945 stwierdził on, że Stany Zjednoczone są gotowe nawiązać stosunki dyplomatyczne z Węgrami, jeżeli zostaną przeprowadzone wolne wybory. Rząd Węgier zgodził się na ten warunek 25 września. 15 grudnia 1945 Schoenfeld otrzymał oficjalną nominację na posła Stanów Zjednoczonych w Budapeszcie i 26 stycznia 1946 przedstawił listy uwierzytelniające.
W chwili wybuchu powstania węgierskiego 23 października 1956, urząd amerykańskiego posła wakował. Nowy poseł Edward T. Wailes przybył do Budapesztu 2 listopada. Departament Stanu polecił mu wstrzymanie się z przedstawieniem listów uwierzytelniających do czasu rozwiązania się sytuacji. 10 listopada Sowieci stłumili powstanie. 22 stycznia 1957 rząd węgierski zażądał odwołania Wailesa, z powodu prowadzenia przez niego oficjalnej działalności dyplomatycznej bez przedstawienia listów uwierzytelniających. Wailes opuścił Budapeszt 27 lutego tego roku. Przez kolejne 10 lat szefów amerykańskiej misji mianowano w randzie chargé d’affaires.
Po upadku powstania węgierskiego w Poselstwie Stanów Zjednoczonych w Budapeszcie schronił się arcybiskup ostrzyhomski i prymas Węgier kard. József Mindszenty, w czasie powstania uwolniony z komunistycznego więzienia przez powstańców. Purpurat, uważany przez komunistów za wroga, przebywał na terenie amerykańskiej misji aż do 1971, gdy węgierskie władze pozwoliły mu na wyjazd do Rzymu.
28 listopada 1966 Stany Zjednoczone podniosły swoje poselstwa w Budapeszcie i w Sofii do rangi ambasad. Były to dwie ostatnie amerykańskie misje dyplomatyczne w randzie poselstwa. Wkrótce nastąpiła również normalizacja stosunków. 13 września 1967 mianowano pierwszego ambasadora Stanów Zjednoczonych w Budapeszcie. Przedstawił on listy uwierzytelniające 30 października 1967.